# U19-es női labdarúgó-Európa-bajnokság
Az U19-es női labdarúgó-Európa-bajnokság az UEFA labdarúgótornája, melyet U19-es (19 éven aluli) női válogatottak részvételével rendeznek meg. A tornát először az 1997–98-as szezonban írták ki. A rendezvény egyben az U20-as női labdarúgó-világbajnokság selejtezője is.

## Lebonyolítása
Két selejtezőkört rendeznek, ahonnan a legjobb nyolc csapat jut ki a kontinenstornára. Ott két négyes csoportot alakítanak ki, ahonnan az 1–2. helyezett kerül az elődöntőbe, majd a győztesek a döntőben találkoznak egymással. Ebben a szisztémában 2002 óta bonyolítják a versenysorozatot.

## Eddigi eredmények
| Év   | Helyszín            | Győztes                          | Eredmény                         | Második hely                     |
| ---- | ------------------- | -------------------------------- | -------------------------------- | -------------------------------- |
| 1998 | oda-visszavágós     | · Dánia                          | 2 – 0 2 – 3                      | · Franciaország                  |
| 1999 | Svédország          | · Svédország                     | négyes- döntő                    | · Németország                    |
| 2000 | Franciaország       | · Németország                    | 4 – 2                            | · Spanyolország                  |
| 2001 | Norvégia            | · Németország                    | 3 – 2                            | · Norvégia                       |
| 2002 | Svédország          | · Németország                    | 3 – 1                            | · Franciaország                  |
| 2003 | Németország         | · Franciaország                  | 2 – 0                            | · Norvégia                       |
| 2004 | Finnország          | · Spanyolország                  | 2 – 1                            | · Németország                    |
| 2005 | Magyarország        | · Oroszország                    | 2 – 2 (t. 6–5)                   | · Franciaország                  |
| 2006 | Svájc               | · Németország                    | 3 – 0                            | · Franciaország                  |
| 2007 | Izland              | · Németország                    | 2 – 0 (h.u.)                     | · Anglia                         |
| 2008 | Franciaország       | · Olaszország                    | 1 – 0                            | · Norvégia                       |
| 2009 | Fehéroroszország    | · Anglia                         | 2 – 0                            | · Svédország                     |
| 2010 | Észak-Macedónia     | · Franciaország                  | 2 – 1                            | · Anglia                         |
| 2011 | Olaszország         | · Németország                    | 8 – 1                            | · Norvégia                       |
| 2012 | Törökország         | · Svédország                     | 1 – 0 (h.u.)                     | · Spanyolország                  |
| 2013 | Wales               | · Franciaország                  | 2 – 0 (h.u.)                     | · Anglia                         |
| 2014 | Norvégia            | · Hollandia                      | 1 – 0                            | · Spanyolország                  |
| 2015 | Izrael              | · Svédország                     | 3 – 1                            | · Spanyolország                  |
| 2016 | Szlovákia           | · Franciaország                  | 2 – 1                            | · Spanyolország                  |
| 2017 | Észak-Írország      | · Spanyolország                  | 3 – 2                            | · Franciaország                  |
| 2018 | Svájc               | · Spanyolország                  | 1 – 0                            | · Németország                    |
| 2019 | Skócia              | · Franciaország                  | 2 – 1                            | · Németország                    |
| 2020 | Grúzia              | Törölve a Covid19-pandémia miatt | Törölve a Covid19-pandémia miatt | Törölve a Covid19-pandémia miatt |
| 2021 | Fehéroroszország    | Törölve a Covid19-pandémia miatt | Törölve a Covid19-pandémia miatt | Törölve a Covid19-pandémia miatt |
| 2022 | Csehország          | · Spanyolország                  | 2 – 1                            | · Norvégia                       |
| 2023 | Belgium             | · Spanyolország                  | 0 – 0 (t. 3–2)                   | · Németország                    |
| 2024 | Litvánia            | · Spanyolország                  | 2 – 1 (h.u.)                     | · Hollandia                      |
| 2025 | Lengyelország       | · Spanyolország                  | 4 – 0                            | · Franciaország                  |
| 2026 | Bosznia-Hercegovina |                                  | –                                |                                  |
| 2027 | Magyarország        |                                  | –                                |                                  |

## Örökmérleg
| Csapat        | Győzelmek | Ezüstérmek |
| ------------- | --------- | ---------- |
| Spanyolország | 7         | 5          |
| Németország   | 6         | 5          |
| Franciaország | 5         | 6          |
| Svédország    | 3         | 1          |
| Anglia        | 1         | 3          |
| Dánia         | 1         | 0          |
| Olaszország   | 1         | –          |
| Hollandia     | 1         | 1          |
| Oroszország   | 1         | –          |
| Norvégia      | –         | 5          |